# Wereldkampioenschappen veldlopen 2009
De 37e IAAF wereldkampioenschappen veldlopen vonden plaats op 28 maart 2009 op de Al Bisharat Golf Course in Amman, Jordanië. Het evenement bestond uit vier wedstrijden: mannen (12 km), vrouwen (8 km), mannen junioren (8 km) en vrouwen junioren (6 km). Op alle wedstrijden werd er gestreden op individuele basis en als landenteam.
Bij de vrouwen ging de titel naar Florence Kiplagat  uit Kenia. Bij de mannen liep de Ethiopiër Gebre-egziabher Gebremariam voor de eerste keer naar de wereldtitel. Bij de junioren gingen beide wereldtitels naar Ethiopië.

## Uitslagen

### Mannen senioren (12 km)
| Plaats           | Naam                        | Land | Resultaat |
| ---------------- | --------------------------- | ---- | --------- |
| Goud             | Gebre-egziabher Gebremariam | ETH  | 35.02     |
| Zilver           | Moses Kipsiro               | UGA  | 35.04     |
| Brons            | Zersenay Tadese             | ERI  | 35.04     |
| 4                | Leonard Patrick Komon       | KEN  | 35.05     |
| 5                | Habtamu Fikadu              | ETH  | 35.06     |
| 6                | Mathew Kipkoech Kisorio     | KEN  | 35.08     |
| 7                | Mark Kosgey Kiptoo          | KEN  | 35.11     |
| 8                | Chakir Boujattaoui          | MAR  | 35.12     |
| 9                | Teklemariam Medhin          | ERI  | 35.14     |
| 10               | Hunegnaw Mesfin             | ETH  | 35.16     |
| 11               | Moses Mosop                 | KEN  | 35.17     |
| 12               | Feyisa Lilesa               | ETH  | 35.22     |
| 13               | Saif Saaeed Shaheen         | QAT  | 35.28     |
| 14               | Mangata Kimai Ndiwa         | KEN  | 35.32     |
| 15               | Dino Sefir                  | ETH  | 35.49     |
| 16               | Samuel Tsegay               | ERI  | 35.51     |
| 17               | Tadese Tola                 | ETH  | 35.52     |
| 18               | Ahmad Abdullah              | QAT  | 36.04     |
| 19               | Geofrey Kusuro              | UGA  | 36.07     |
| 20               | Felix Kikwai Kibore         | QAT  | 36.14     |
| Complete uitslag |                             |      |           |

Team
| Plaats | Land     | Deelnemers                                                                                        | Punten |
| ------ | -------- | ------------------------------------------------------------------------------------------------- | ------ |
| Goud   | Kenia    | Leonard Patrick Komon (4e) Mathew Kipkoech Kisorio (6e) Mark Kosgey Kiptoo (7e) Moses Mosop (11e) | 28     |
| Zilver | Ethiopië | Gebre-egziabher Gebremariam (1e) Habtamu Fikadu (5e) Hunegnaw Mesfin (10e) Feyisa Lilesa (12e)    | 28     |
| Brons  | Eritrea  | Zersenay Tadese (3e) Teklemariam Medhin (9e) Samuel Tsegay (16e) Samson Kiflemariam (22e)         | 50     |

### Mannen junioren (8 km)
| Plaats | Naam                   | Land | Resultaat |
| ------ | ---------------------- | ---- | --------- |
| Goud   | Ayele Abshero          | ETH  | 23.26     |
| Zilver | Titus Kipjumba Mbishei | KEN  | 23.30     |
| Brons  | Moses Kibet            | UGA  | 23.35     |

Team
| Plaats | Land     | Punten |
| ------ | -------- | ------ |
| Goud   | Kenia    | 20     |
| Zilver | Ethiopië | 22     |
| Brons  | Eritrea  | 72     |

### Vrouwen senioren (8 km)
| Plaats           | Naam                        | Land | Resultaat |
| ---------------- | --------------------------- | ---- | --------- |
| Goud             | Florence Kiplagat           | KEN  | 26.13     |
| Zilver           | Linet Masai                 | KEN  | 26.16     |
| Brons            | Meselech Melkamu            | ETH  | 26.19     |
| 4                | Lineth Chepkurui            | KEN  | 26.23     |
| 5                | Wude Ayalew                 | ETH  | 26.23     |
| 6                | Hilda Kibet                 | NED  | 26.43     |
| 7                | Ann Karindi Mwangi          | KEN  | 26.49     |
| 8                | Gelete Burka                | ETH  | 26.58     |
| 9                | Maryam Jamal                | BRN  | 27.00     |
| 10               | Iness Chepkesis Chenonge    | KEN  | 27.00     |
| 11               | Pauline Chelning Korikwiang | KEN  | 27.03     |
| 12               | Deska Mamitu                | ETH  | 27.04     |
| 13               | Kimberley Smith             | NZL  | 27.05     |
| 14               | Sentayehu Ejigu             | ETH  | 27.40     |
| 15               | Ana Dulce Félix             | POR  | 27.42     |
| 16               | Sara Moreira                | POR  | 27.54     |
| 17               | Lisa Jane Weightman         | AUS  | 27.59     |
| 18               | Yuko Shimizu                | JPN  | 28.02     |
| 19               | Ana Dias                    | POR  | 28.05     |
| 20               | Judith Plá                  | ESP  | 28.08     |
| Complete uitslag |                             |      |           |

Team
| Plaats | Land     | Deelnemers                                                                            | Punten |
| ------ | -------- | ------------------------------------------------------------------------------------- | ------ |
| Goud   | Kenia    | Florence Kiplagat (1e) Linet Masai (2e) Lineth Chepkurui (4e) Ann Karindi Mwangi (7e) | 14     |
| Zilver | Ethiopië | Meselech Melkamu (3e) Wude Ayalew (5e) Gelete Burka (8e) Mamitu Deska (12e)           | 28     |
| Brons  | Portugal | Ana Dulce Félix (15e) Sara Moreira (16e) Ana Dias (19e) Anália Rosa (22e)             | 72     |

### Vrouwen junioren (6 km)
| Plaats | Naam               | Land | Resultaat |
| ------ | ------------------ | ---- | --------- |
| Goud   | Genzebe Dibaba     | ETH  | 20.14     |
| Zilver | Mercy Cherono      | KEN  | 20.17     |
| Brons  | Jackline Chepngeno | KEN  | 20.27     |

Team
| Plaats | Land     | Punten |
| ------ | -------- | ------ |
| Goud   | Ethiopië | 18     |
| Zilver | Kenia    | 18     |
| Brons  | Japan    | 76     |